# Štiavnik
Štiavnik (slowakisch 1927 bis 1946 Štavník; ungarisch Trencsénselmec – bis 1907 Styávnik) ist eine Gemeinde im Okres Bytča im Gebiet des Žilinský kraj in der Slowakei mit etwa 4000 Einwohnern.

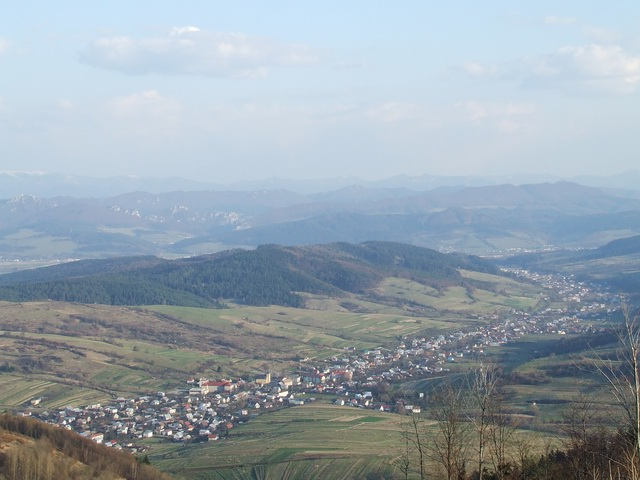
Štiavnik vom Berg Doktorovec aus gesehen

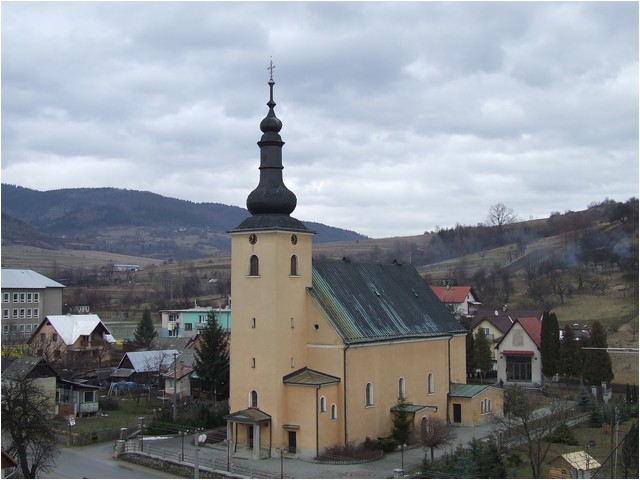
Römisch-katholische Kirche des Hl. Franz von Assisi in Štiavnik

Die Gemeinde liegt im Javorníky-Gebirge am gleichnamigen Štiavnik-Bach, langgezogen von Norden nach Süden. Der Bereich nördlich des Ortszentrums wird als Teil des Landschaftsschutzgebietes Kysuce geschützt; dort befinden sich auch zahlreiche Einzelsiedlungen (slow. kopanice). Etwa elf Kilometer nordwestlich der Gemeinde erhebt sich der Berg Veľký Javorník (1072 m n.m.). Die Stadt Bytča ist zwölf Kilometer nach Südosten und Považská Bystrica 20 Kilometer nach Süden gelegen.
Štiavnik wurde zum ersten Mal 1417 schriftlich erwähnt, 1439 dann als Sczewnyk und war von Walachen kolonisiert. Sie gehörte zur Herrschaft von Považská Bystrica. Die Bevölkerung beschäftigte sich mit Land-, Forstwirtschaft und Weberei.
Verwaltungstechnisch gliedert sich die Gemeinde in Ortsteile Čierne, Predjastrabie, Štiavnik und Višňové.

## Bevölkerung
| Jahr                | 1994 | 2004    | 2014    | 2024    |
| ------------------- | ---- | ------- | ------- | ------- |
| Anzahl der Personen | 3944 | 4097    | 4101    | 3920    |
| Unterschied         |      | +3,87 % | +0,09 % | −4,41 % |

| Jahr                | 2023 | 2024    |
| ------------------- | ---- | ------- |
| Anzahl der Personen | 3933 | 3920    |
| Unterschied         |      | −0,33 % |

## Söhne und Töchter der Gemeinde
- Helena Mikulíková (* 1987), Fußballspielerin
- Ján Kuciak (1990–2018), Journalist; ermordet